# تویوتا کانادا
تویوتا کانادا (انگلیسی: Toyota Canada) شرکت خودروسازی کانادایی است، که در سال ۱۹۸۶ توسط شرکت تویوتا تأسیس شد.